# James Edward Gill
James Edward Gill (* 16. Januar 1901 in Nelson, British Columbia; † 1980) war ein kanadischer Geologe (Lagerstättengeologie) und Professor an der McGill University.

## Leben
Gill wuchs in Vancouver auf, studierte ab 1917 an der University of British Columbia und der McGill University mit dem Bachelor-Abschluss 1921 als Bergbauingenieur. 1925 wurde er an der Princeton University, an der er als Proctor Fellow war, promoviert und war dann Assistant Professor an der University of Rochester.
Er war ab 1929 an der McGill University in Montreal, an der er 1969 als Professor emeritiert wurde, ein Graduiertenprogramm für Lagerstättensuche einrichtete und zahlreiche Bergbauexperten ausbildete.
Von ihm stammt das Konzept der structural province in der Lagerstättenkunde und entsprechende grundlegende Einteilungen des kanadischen Schildes. 1929 entdeckte er mit W. R. James senior, einem bekannten Bergbau-Experten, reiche Eisenerzlagerstätten in Quebec und Labrador. Dies war damals eines der ersten Prospektionskampagnen vom Flugzeug aus. Er entdeckte mindestens drei Goldminen im Nordwesten von Quebec, fand Kohle auf Vancouver Island, feuerfesten Ton (fire clay) in Pennsylvania und prospektierte nach Mineralien und Erzen in der Karibik, Südamerika, den Nordwest-Territorien und am Red Lake in Ontario. Im Zweiten Weltkrieg entdeckte und entwickelte er die einzige Chrom-Mine Kanadas.
1957 erhielt er die Willet G. Miller Medal und 1967 die Logan Medal. 2003 wurde er in die Canadian Mining Hall of Fame aufgenommen.